# ژی‌دی اسپورتس
ژی‌دی اسپورتس (انگلیسی: JD Sports) شرکت خرده‌فروشی پوشاک بریتانیایی است، که در سال ۱۹۸۱ تأسیس شد.